# Beňovice u Kněžic (tvrz)
Zaniklá tvrz Beňovice u Kněžic je zaniklá středověká osada s tvrzištěm z 13.–15. století, ležící u obce Kněžice v okrese Nymburk.

## Název
Mezi obcemi Neděliště a Chlum v okrese Hradec Králové leží další zaniklá ves Beňovice (též Byňovice nebo Beněvice). Tato skutečnost ztěžuje pátrání po Beňovicích v historických pramenech.

## Historie
Beňovice jsou poprvé písemně zmiňovány v roce 1382. Další vývoj vesnice není znám, lze ale předpokládat, že na místě ve druhé polovině 14. století existoval šlechtický statek vlastněný Rackem z Beňovic. Osada byla až do husitských válek hrazeným městečkem. Obec pak v 15. století, zřejmě ve spojení s nějakou vojenskou akcí, zanikla a její pozemky byly připojeny k sousedním Kněžicím.
Místní název V Benovicích se pro oblast východně od Kněžic používá dosud.

## Popis
Beňovice byly založeny asi 600 metrů severně od vrcholu kopce zvaného Na Pískách (291,9 metrů), v nadmořské výšce asi 240 metrů. Žádné zbytky vesnických  staveb již nejsou v terénu rozeznatelné. V blízkosti kraje lesa se ale dochovalo okrouhlé tvrziště. Jeho horní okraj je široký asi dvanáct až třináct metrů, dolní okraj asi šestnáct metrů a obklopuje jej metr hluboký příkop. Na povrchu jsou dvě výraznější prohlubně, ty jsou však pravděpodobně způsobeny lesními pracemi či výkopy a nelze je považovat za vodítko k rekonstrukci bývalé zástavby. Vzhledem k velikosti tvrziště lze ale předpokládat, že na něm stála jediná stavba obranného charakteru, zřejmě na čtvercovém půdorysu, využívaná především jako útočiště v nebezpečí a k uložení cenných předmětů. Asi třicet metrů severně od tvrziště se dochovala prohlubeň po velkém podsklepeném objektu – zde lze předpokládat poplužní dvůr, který vlastník tvrze zřejmě trvale obýval.